# Marapoama
Marapoama är en kommun i Brasilien.   Den ligger i delstaten São Paulo, i den sydöstra delen av landet, 600 km söder om huvudstaden Brasília. Antalet invånare är 2 633.
Omgivningarna runt Marapoama är en mosaik av jordbruksmark och naturlig växtlighet. Runt Marapoama är det ganska glesbefolkat, med 34 invånare per kvadratkilometer.